# 小行星5252
小行星5252（英語：5252 Vikrymov）是一颗围绕太阳公转的小行星。1985年8月13日，尼古拉·切爾尼赫在克里米亚发现了此天体。
这颗小行星的绝对星等为146.6664591523581等。